# Aphodiellus impunctatus
Aphodiellus impunctatus är en skalbaggsart som beskrevs av Waterhouse 1875. Aphodiellus impunctatus ingår i släktet Aphodiellus och familjen Aphodiidae. Inga underarter finns listade i Catalogue of Life.